# Rivière Niyeutachun Kauchipischeyach
La rivière Niyeutachun Kauchipischeyach est un affluent de la rive nord-est de la rivière Rupert, dans la municipalité de Eeyou Istchee Baie-James, dans la région administrative du Nord-du-Québec, au Québec, au Canada.
La surface de la "rivière Niyeutachun Kauchipischeyach" est habituellement gelée de la fin octobre au début mai, toutefois la circulation sécuritaire sur la glace se fait généralement de la mi-novembre à la fin d'avril.

## Géographie
La « rivière Niyeutachun Kauchipischeyach » prend sa source en zone de marais à 18,4 km à l'est de sa confluence avec la rivière Rupert. La rivière coule entièrement en zone de marais sur 23,1 km vers l'ouest, en formant une grande courbe vers le nord.
Les bassins versants voisins sont :
- côté nord : rivière Pontax, rivière Machisakahikanistikw, rivière Kaupiyeumchaushich ;
- côté est : rivière Pontax, rivière Machisakahikanistikw, rivière Rupert ;
- côté sud : rivière Rupert, rivière Kaputawach, rivière Kaminahikuschit, rivière Broadback ;
- côté ouest : rivière Rupert, baie de Rupert.

La confluence de la « rivière Niyeutachun Kauchipischeyach » avec la rivière Rupert est située à :
- 19,3 km au sud-est de la confluence de la rivière Rupert et de la baie de Rupert ;
- 18,8 km à l'est du centre du village de Waskaganish (municipalité de village cri) ;
- 67 km au sud-est de la « Pointe de la Fougère Rouge » qui s'avance vers le nord dans la baie James, presque à la limite du Québec et de l'Ontario.

À partir de l'embouchure de la « rivière Niyeutachun Kauchipischeyach », le courant emprunte la rivière Rupert qui coule sur environ 23 km vers l'ouest jusqu'à la baie de Rupert.

## Toponymie
Le toponyme « rivière Niyeutachun Kauchipischeyach » a été officialisé le 3 février 1983 à la Banque des noms de lieux de la Commission de toponymie du Québec.